# HAT-P-30
HAT-P-30（WASP-51とも呼称される）とは、約700光年離れた場所に位置する連星系である。主星であるHAT-P-30A（WASP-51A）はG型主系列星で、重元素の割合は太陽と同程度である。
2013年、3.842±0.007″離れた位置に暗い伴星が存在することが発見された。

## 惑星系
2011年、2つのチームがそれぞれこの恒星の周囲を公転しているトランジットを起こすホット・ジュピターを検出した。惑星の軌道は73.5±9.0°恒星の赤道面からずれている。
2022年以降、トランジットタイミング変化に基づいて、この系にさらに未知の惑星が存在する可能性が疑われている。
| 名称 （恒星に近い順） | 質量           | 軌道長半径 （天文単位） | 公転周期 (日)       | 軌道離心率 | 軌道傾斜角  | 半径           |
| --------------------- | -------------- | ----------------------- | ------------------- | ---------- | ----------- | -------------- |
| b                     | 0.723±0.023 MJ | 0.04114±0.00030         | 2.8106006±0.0000004 | 0          | 82.56±0.08° | 1.426±0.020 RJ |